# Ahmed Gebrel
Ahmed Gebrel, född 22 januari 1991, är en palestinsk simmare.
Gebrel tävlade för Palestina vid olympiska sommarspelen 2012 i London, där han blev utslagen i försöksheatet på 400 meter frisim. Vid olympiska sommarspelen 2016 i Rio de Janeiro blev Gebrel utslagen i försöksheatet på 200 meter frisim.